# سایت آزمایش هسته‌ای پونگی-ری
سایت آزمایش هسته‌ای پونگی-ری (Chosŏn'gŭl: 풍계리 핵 실험장; hancha: 豊溪里核實驗場) تنها سایت آزمایش جنگ‌افزار هسته‌ای شناخته شده در کره شمالی بود که در آن آزمایش‌های هسته‌ای اکتبر ۲۰۰۶، می ۲۰۰۹، فوریه ۲۰۱۳، ژانویه ۲۰۱۶، سپتامبر ۲۰۱۶ و سپتامبر ۲۰۱۷ در این منطقه انجام شد.